# EHF-Pokal 2005/06
Am EHF-Pokal 2005/06 nahmen 56 Handball-Vereinsmannschaften teil, die sich in der vorangegangenen Saison in ihren Heimatligen für den Wettbewerb qualifiziert hatten. Es war die 25. Austragung des EHF-Pokals bzw. des IHF-Pokals. Titelverteidiger war TUSEM Essen. Die Pokalspiele begannen am 3. September 2005, das zweite Finalspiel fand am 30. April 2006 statt. Im Finale konnte sich TBV Lemgo gegen Frisch Auf Göppingen durchsetzen.

## Modus
In Runde 1 starteten 16 niedriger eingestufte Vereine in den Wettbewerb. Dazu stießen in Runde 2 weitere 17 Mannschaften, die sich ebenso in der vorangegangenen Saison in ihren Heimatligen qualifiziert hatten, und die 7 Verlierer der Qualifikation aus der EHF Champions League 2005/06. In Runde 3 stiegen weitere 16 höher eingestufte Mannschaften ein. Alle Runden inklusive des Finales wurden im K.-o.-System mit Hin- und Rückspiel durchgeführt.

## Runde 1
Die Hin- und Rückspiele fanden zwischen dem 2. September 2005 und dem 11. September 2005 statt.
|                      | Gesamt  |                         | Hinspiel | Rückspiel |
| -------------------- | ------- | ----------------------- | -------- | --------- |
| HC Tallinn           | 70:34   | HC Spartak Warna        | 37:15    | 33:19     |
| HK Lokomotiv Warna   | 72:49   | Intercollege AC Nicosia | 38:22    | 34:27     |
| HC Tbilisi           | 28:98   | Valur Reykjavík         | 15:51    | 13:47     |
| Vilniaus VHC Šviesa  | 46:59   | Pölva Serviti           | 22:27    | 24:32     |
| Union Beynoise       | 43:55   | ABC Braga               | 24:31    | 19:24     |
| KH Besa Peja         | 53:57   | Bevo HC                 | 28:29    | 25:28     |
| Trabzon Belediyespor | 70:60   | HC Chișinău             | 33:33    | 37:27     |
| RK Bosna Sarajevo    | 65:65 * | Maccabi Rishon LeZion   | 39:28    | 26:37     |

## Runde 2
Die Hin- und Rückspiele fanden zwischen dem 1. Oktober 2005 und dem 9. Oktober 2005 statt.
|                            | Gesamt  |                        | Hinspiel | Rückspiel |
| -------------------------- | ------- | ---------------------- | -------- | --------- |
| Sjundeå IF                 | 58:61   | Valur Reykjavík        | 27:33    | 31:28     |
| Trabzon Belediyespor       | 45:72   | GC Amicitia Zürich     | 26:35    | 19:37     |
| HC Fivers Margareten       | 56:41   | Fyllingen Bergen       | 34:20    | 22:21     |
| Madeira Andebol SAD        | 53:49   | Pallamano Trieste      | 27:22    | 26:27     |
| HV KRAS/Volendam           | 55:56   | HK Lokomotiv Warna     | 24:22    | 31:34     |
| RK Mladost Bogdanci        | 46:90   | Viborg HK              | 26:47    | 20:43     |
| Vojvodina Novi Sad         | 63:54   | Cyprus College         | 30:21    | 33:33     |
| Schachtar Akademiya Donezk | 62:43   | GTU Shevardeni Tbilisi | 32:22    | 30:21     |
| HC Tongeren                | 49:44   | ASK Riga               | 25:21    | 24:23     |
| Tatabánya KC               | 69:52   | SKA Minsk              | 33:22    | 36:30     |
| AS Filippos Verias         | 49:52   | ABC Braga              | 21:25    | 28:27     |
| Pölva Serviti              | 57:66   | RK Koper               | 25:34    | 32:32     |
| HC Tallinn                 | 49:58   | US Créteil HB          | 26:29    | 23:29     |
| Beşiktaş Istanbul          | 78:63   | Bevo HC                | 42:28    | 36:35     |
| Maccabi Rishon LeZion      | 56:56 * | Sandefjord TIF         | 34:27    | 22:29     |
| HC Berchem                 | 60:56   | HBC Bascharage         | 30:30    | 30:26     |

## Runde 3
Die Hin- und Rückspiele fanden zwischen dem 5. November 2005 und dem 15. November 2005 statt.
|                      | Gesamt  |                            | Hinspiel | Rückspiel |
| -------------------- | ------- | -------------------------- | -------- | --------- |
| Sandefjord TIF       | 55:57   | Dinamo Astrachan           | 24:23    | 31:34     |
| IFK Skövde HK        | 57:52   | Valur Reykjavík            | 35:28    | 22:24     |
| GC Amicitia Zürich   | 58:62   | Iskra Kielce               | 33:29    | 25:33     |
| Wacker Thun          | 64:61   | Tatabánya KC               | 37:31    | 27:30     |
| HC Tongeren          | 40:62   | Bidasoa Irún               | 20:26    | 20:36     |
| RK Jeruzalem Ormož   | 53:54   | Madeira Andebol SAD        | 28:28    | 25:26     |
| GOG Gudme            | 64:54   | HK Lokomotiv Warna         | 36:24    | 28:30     |
| TBV Lemgo            | 67:55   | Vojvodina Novi Sad         | 36:29    | 31:26     |
| Viborg HK            | 59:49   | CB Cangas                  | 32:20    | 27:29     |
| Minaur Baia Mare     | 52:64   | US Créteil HB              | 21:32    | 31:32     |
| Frisch Auf Göppingen | 71:58   | HC Fivers Margareten       | 34:27    | 37:31     |
| RK Koper             | 49:71   | VfL Gummersbach            | 27:29    | 22:42     |
| RK Čakovec           | 72:63   | HC Berchem                 | 41:36    | 31:27     |
| RK Radnicki Subotica | 52:52 * | Schachtar Akademiya Donezk | 27:26    | 25:26     |
| Dunaferr SE          | 58:61   | Beşiktaş Istanbul          | 34:31    | 24:30     |
| US Ivry HB           | 44:47   | ABC Braga                  | 23:21    | 21:26     |

## Achtelfinals
Die Hin- und Rückspiele fanden zwischen dem 3. Dezember 2005 und dem 11. Dezember 2005 statt.
|                      | Gesamt |                            | Hinspiel | Rückspiel |
| -------------------- | ------ | -------------------------- | -------- | --------- |
| Frisch Auf Göppingen | 72:60  | Beşiktaş Istanbul          | 40:29    | 32:31     |
| VfL Gummersbach      | 66:42  | Wacker Thun                | 39:22    | 27:20     |
| TBV Lemgo            | 65:57  | RK Čakovec                 | 41:25    | 24:32     |
| Iskra Kielce         | 76:69  | Viborg HK                  | 37:30    | 39:39     |
| GOG Gudme            | 69:64  | Madeira Andebol SAD        | 35:32    | 34:32     |
| Dinamo Astrachan     | 63:60  | IFK Skövde HK              | 37:32    | 26:28     |
| US Créteil HB        | 55:42  | Schachtar Akademiya Donezk | 29:23    | 26:19     |
| ABC Braga            | 55:56  | Bidasoa Irún               | 25:25    | 30:31     |

### Viertelfinals
Die Hinspiele fanden am 25. Februar 2006 statt und die Rückspiele am 4./5. Februar 2006.
|                 | Gesamt |                      | Hinspiel | Rückspiel |
| --------------- | ------ | -------------------- | -------- | --------- |
| TBV Lemgo       | 66:49  | Dinamo Astrachan     | 33:18    | 33:31     |
| Iskra Kielce    | 55:61  | US Créteil HB        | 21:35    | 34:26     |
| VfL Gummersbach | 61:56  | Bidasoa Irún         | 35:26    | 26:30     |
| GOG Gudme       | 56:66  | Frisch Auf Göppingen | 24:29    | 32:37     |

## Halbfinale
Die Hinspiele fanden am 25./26. März 2006 statt und die Rückspiele am 1./2. April 2006.
|                 | Gesamt  |                      | Hinspiel | Rückspiel |
| --------------- | ------- | -------------------- | -------- | --------- |
| VfL Gummersbach | 53:54   | TBV Lemgo            | 27:29    | 26:25     |
| US Créteil HB   | 49:49 * | Frisch Auf Göppingen | 30:26    | 19:23     |

## Finale
Das Hinspiel fand am 23. April 2006 in Göppingen statt und das Rückspiel am 30. April 2006 in Lemgo.
|                      | Gesamt |           | Hinspiel | Rückspiel |
| -------------------- | ------ | --------- | -------- | --------- |
| Frisch Auf Göppingen | 51:55  | TBV Lemgo | 29:30    | 22:25     |